# Mathilda Wrede
Mathilda Augusta Wrede, född 8 mars 1864 i Vasa, död 25 december 1928 i Helsingfors, var en finländsk filantrop.
Mathilda Wrede, som var dotter till landshövdingen friherre Carl Gustaf Wrede, ägnade sig från 1883 åt arbete för "fångarnas moraliska väl".
Hon gjorde många besök i fängelser och följde även fångarna efter frigivningen för att stödja och hjälpa. Mathilda Wrede var på senare tid engagerad i de "ryska flyktingarnas" omvårdnad. De hade flytt från Ryssland i samband med ryska revolutionen 1917 och var ofta i behov av hjälp.